# No. 1 (album av Skyscraper)
No. 1 är ett album av musikgruppen Skyscraper. Albumet släpptes 22 april 2015. På albumet finns deras två singlar Happy & Glödhet.

## Låtlista
1. Happy
2. Everywhere I Go
3. Glödhet
4. Where Is The Party
5. Take It Or Leave It
6. Anything U Like
7. Crash Boom Bang
8. En Gång Till
9. Got Me
10. Let's Get Crazy
11. Yeah Yeah Wow Wow (Martin Cover)